# Parosphromenus alfredi
Паросфромен Альфреда (Parosphromenus alfredi) — тропічний прісноводний вид риб з родини осфронемових (Osphronemidae), підродина макроподових (Macropodusinae).
Зразки риб для наукового опису були зібрані 1992 року, а сам опис з'явився лише 2005 року. Свою назву вид отримав на честь Еріка Альфреда (англ. Eric Alfred), колишнього директора Національного музею Сінгапуру, на знак подяки за його роботу з рибами Малайзії.
Типовий представник групи P. harveyi.

## Опис
Максимальна стандартна (без хвостового плавця) довжина становить 2,6 см. У спинному плавці 12-14 твердих і 5-6 м'яких променів, в анальному 11-13 твердих і 8-10 м'яких.
Для цього виду характерним є виразний статевий диморфізм. Самці помітно яскравіші за самок й мають сильнішу строкатість палітри кольорів. Найбільш інтенсивним забарвлення самців стає в шлюбний період. Малюнок на тілі складається з жовтих і чорних горизонтальних смуг, що чергуються. Забарвлення спинного, анального та хвостового плавців складається з великих чорних ділянок, розділених посередині блискучими смугами блакитного або бірюзового кольору, який іноді може перетворюватись на червоний; всі ці три плавці зовні мають блакитну облямівку. Черевні плавці синьо-чорні з білим або блакитним переднім краєм та ниткою. Грудні плавці безбарвні.
P. alfredi дуже схожий з P. phoenicurus та P. tweediei, але відрізняється від першого формою хвостового плавця (округла проти ромбічної), а від другого наявністю блакитних кольорів на непарних плавцях.
Самок P. alfredi дуже складно відрізнити від самок інших видів групи P. harveyi. В шлюбному вбранні вони втрачають більшість елементів свого забарвлення й стають блідо-бежевими або жовтуватими.

## Поширення
Вид поширений на сході штату Джохор (Півострівна Малайзія), в районах Кота-Тінгі (малай. Kota Tinggi), Мавай (малай. Mawai) та Десару (малай. Desaru). Орієнтовна територія ареалу становить лише 4 км².
Паросфромен Альфреда є мешканцем торфових лісових боліт, зустрічається в чорноводних водоймах з показником pH 4,5-5,0. Тримається в струмках з повільною течією, що протікають лісом серед товстого шару опалого листя. Щільність популяції в різних місцях може суттєво відрізнятися.
Територія поширення виду знаходиться в зоні інтенсивного економічного розвитку. Ліси розчищають під плантації олійної пальми, виникають піщані кар'єри для потреб будівельної індустрії сусіднього Сінгапуру, для відведення води викопують глибокі канали, води часто забруднені автомобільним паливом. Багато місць існування виду зникли або стали деградувати. Залишилися тільки окремі острівці торфових лісів. Паросфроменів Альфреда тепер можна зустріти в нетипових для виду водоймах, зокрема в придорожніх канавах.
Популяція в Десару ймовірно вимерла через перетворення району на насадження олійної пальми. Біля села Седілі (малай. Sedili) в окрузі Кота-Тінгі також щезла місцева популяція Parosphromenus alfredi, натомість водойму заселив інший вид паросфроменів — P. nagyi. Причини цього явища лишаються незрозумілими.
Загроза існуванню виду є дуже високою. Є побоювання, що вже невдовзі P. alfredi більше не можна буде зустріти в дикій природі. За цих обставин успішне розведення виду в акваріумних умовах уважається дуже бажаним і похвальним. Однак тут також є проблеми: з кожним новим поколінням риб їхнє розведення стає важчим і складнішим, а також менш продуктивним.

## Утримання в акваріумі
Дуже привабливий, барвистий вид. Цілком імовірно, що він періодично зустрічався в акваріумах, починаючи з 1950-х років. Зразки для наукового опису були зібрані значно пізніше — 1992 року, а сам опис був зроблений лише 2005 року. Паросфромен Альфреда неодноразово завозився, в основному в 1990-х роках, іноді під різними назвами (наприклад, P. spec. aff. alfredi «Mimbon 98»). Риби розводились у неволі й поширювались на той час у великій кількості. Проте надалі імпорт виду значно скоротився.
Всі представники роду Parosphromenus потребують кислої води з незначною карбонатною твердістю і дуже низькою загальною твердістю. Для пари достатньо акваріума на 15-20 літрів.
Зазвичай риби нерестяться в невеличких печерах або серед шару листя, що лежить на дні. На час нересту утворюють тимчасові пари. Самець залицяється до самки в положенні головою донизу. Він відповідає за догляд за ікрою та виводком.
З кожним новим поколінням розведення паросфронемів Альфреда стає все більш проблемним. Крім того, спостерігається переродження риб. Мальки ростуть дуже повільно, а дегенерація плавців стає очевидною. Ситуація сильно змінилася в порівнянні з часами, коли ці риби тільки потрапили в акваріуми.